# Bátorhegy
Bátorhegy (1899-ig Krajnó-Bisztra, szlovákul: Krajná Bystrá) község Szlovákiában, az Eperjesi kerület Felsővízközi járásában.

## Fekvése
Felsővízköztől 15 km-re északkeletre, a lengyel határ mellett található.

## Története
A települést 1573 és 1598 között alapították a makovicai uradalom területén. 1618-ban „Biztra” alakban említik először. Lakói fazsindelykészítéssel, állattartással, erdei munkákkal foglalkoztak. 1787-ben 39 házában 252 lakos élt.
A 18. század végén Vályi András így ír róla: „BISZTRA. Tót falu Sáros Vármegyében, birtokosa G. Áspermont Uraság, legelője elég, fája is tűzre; de mivel réttye, és földgye nem olly termékeny, a’ harmadik Osztályba számláltatott.”
Fényes Elek 1851-ben kiadott geográfiai szótárában így ír a faluról: „Bisztra, (Krajna), orosz falu, Sáros vgyében, a makoviczi uradalomban, F. Komarnikhoz 1/4 órányira: 3 r., 524 g. kath., 6 zsidó lak. Határa hegyes, kősziklás és sovány, erdeje elég.”
1920 előtt Sáros vármegye Felsővízközi járásához tartozott.
A háború után sokan elköltöztek a községből. 1944-ben területén partizáncsoportok tevékenykedtek, ezért a németek a falut kiürítették és felgyújtották. 1945 után lakói részben Kassa üzemeiben, részben magángazdaságaikban dolgoztak.

## Népessége
| Év:            | 1994. | 2004.    | 2014.    | 2024.    |
| -------------- | ----- | -------- | -------- | -------- |
| Emberek száma: | 301   | 335      | 419      | 502      |
| Eltérés:       |       | +11,29 % | +25,07 % | +19,80 % |

| Év:            | 2023. | 2024.   |
| -------------- | ----- | ------- |
| Emberek száma: | 495   | 502     |
| Eltérés:       |       | +1,41 % |

1910-ben 322, túlnyomórészt ruszin anyanyelvű lakosa volt.
2001-ben 335 lakosából 232 szlovák 72 ruszin és 23 cigány volt.
2011-ben 384 lakosából 209 szlovák 132 ruszin és 13 cigány volt.

## Neves személyek
- Itt született 1917-ben Vasiľ Biľak közgyűlöletnek örvendő csehszlovák neosztálinista kommunista politikus.